# حسین برازنده
حسین برازنده، مهندس، بنیان‌گذار جهاد سازندگی مشهد، قرآن پژوه و مدرس قرآن و به نوشته برخی رسانه‌ها از قربانیان قتل‌های زنجیره‌ای ایران است. جنازه او در تاریخ ۱۶ دی ۱۳۷۳ نزدیکی زندان وکیل‌آباد مشهد کشف شد. او فردی مذهبی بود که تملق از مقامات را شرک آلود می‌دانست.
برازنده پیش از انقلاب برای دانشجویان پزشکی دانشگاه مشهد کلاسهای آموزش قرآن برگزار می‌کرد. پس از انقلاب جهاد سازندگی مشهد را بنیان نهاد ولی پس از مدتی به دلیل اختلاف نظر با حکومت، استعفا داده و به به عنوان معلم به آموزش و پرورش رفت. او به قرآن پژوهی و تدریس قرآن نیز ادامه داده و دیدگاه‌های خود را پیدا کرد. برای نمونه برازنده دیگر در نماز از مهر استفاده نمی‌کرد، باور چندانی به امامت و ولایت نداشت و برای برداشت احکام و اندیشه‌های دینی، معتقد به رجوع مستقیم به قرآن بود.

## نحوه کشته شدن
وی در ۱۴ دی سال ۱۳۷۳ از منزل خود در شهر مشهد به قصد شرکت در یک جلسه قرآن هفتگی خارج شد و در ساعت ۱۱ شب پس از پایان جلسه محل را به قصد منزل خود ترک کرد و صبح روز بعد پیکر بی جانش در کنار اتومبیل‌اش در حوالی خیابان فلسطین مشهد (ملک‌آباد) در حالی پیدا شد که در دستش آثار دستبند و در پشت و پهلوی او آثار ضربه وجود داشت. پزشکی قانونی علت فوت را فشار بر ناحیه گردن و انسداد مجاری تنفسی اعلام کرد.
عبدالله نوری در دفاعیات خود در دادگاه نام وی را در میان مقتولان زنجیره‌ای برشمرد.